# 하동근 (언론인)
하동근(河東瑾, 1955년 4월 12일 ~ )는 대한민국의 MBC 기자 출신 언론인이다.

## 경력
- 2014.4~현재:한국케이블 방송협회 PP협의회장,재능방송 고문
- 2011년~2014.3: JEI재능교육 CSO 겸 재능스스로방송 사장,JEI 재능e-아카데미 대표
- 2009~2011: 영상물등급위원회 비디오영상물  심의위원, CJ 인터넷,온미디어,CJ E&M 사외이사
- 2005년~현재 : 동국대학교 언론정보대학원 겸임교수
- 2003년~2009년 : iMBC 대표이사 사장
- 2002년 : MBC 정책기획실 정책특보
- 2001년 : MBC 시사제작국 시사제작1CP
- 2001년 : MBC 보도국 보도제작부 부장
- 2000년 : MBC 보도국 국제부 부장
- 1999년 : MBC 보도국 라디오인터넷뉴스부 부장
- 1996년 : MBC 보도국 보도기획팀 팀장
- 1990년 : MBC 동경특파원
- 1981년 : MBC 보도국 기자

## 저서
- 일본 방송연구 (2003, 공저)
- 디지털 방송론 (2006, 편저)
- 디지캐스팅 2.0 (2009)

## 활동 사항
- 2011~2015 : 남산 미디어 포럼 회장
- 2014~현재:대한 적십자사 홍보자문위원회 위원장
- 2011~2015 : 산청 초등학교 제 13대 총동창회장
- 2009~2010 : CJ 인터넷, 온미디어 사외이사 겸 감사위원
- 2010~2011 : CJ E&M 사외이사 겸 감사위원
- 2009~2010 : 경찰청 정보통신 자문위원
- 2007~2014 : 대한 적십자사 i-redcross 위원회 위원
- 2007~2009 : 대한 올림픽 위원회(KOC) 미디어분과 부위원장

## 같이 보기
- 이상로 - MBC 입사 동기 당시